# Mazda MX-6
Der Mazda MX-6 ist ein Sportcoupé des japanischen Automobilherstellers Mazda.

## MX-6 (GD, 1987–1991)
In diesem Abschnitt wird die deutsche Version des Modells behandelt, da es bezüglich Ausstattung und Motoren leichte Unterschiede zur amerikanischen Serie gab.
Der erste MX-6 wurde ausschließlich in Deutschland unter dem Namen 626 Coupé verkauft. Die technische Basis stellt der Mazda 626 der dritten Generation dar. Der MX-6 war zwar schon das dritte Coupé-Modell auf 626-Basis, aber die ersten beiden sind nicht derart in Erscheinung getreten. Auch hier ist wie bei der unten beschriebenen 2. Generation der Ford Probe das Schwestermodell des MX-6.
Das Fahrzeug wurde von Mitte 1987 bis Herbst 1991 für den deutschen Markt produziert. Es basierte auf einigen futuristischen Designstudien der frühen 1980er-Jahre. Besonders mit dem optionalen LCD-Tacho und diversen anderen Spielereien hob sich das Coupé entsprechend von der Limousine ab.
Folgende Motoren und Ausstattungen waren in Deutschland erhältlich:
- 2.0i mit 66 kW (90 PS)
- 2.2i mit 85 kW (116 PS)
- 2.0 GT 16V mit 103 kW (140 PS) (eigene Ausstattungslinie)
- LX: Basis
- GLX: Basis plus E-Fenster, E-Spiegel und Velours-Polster

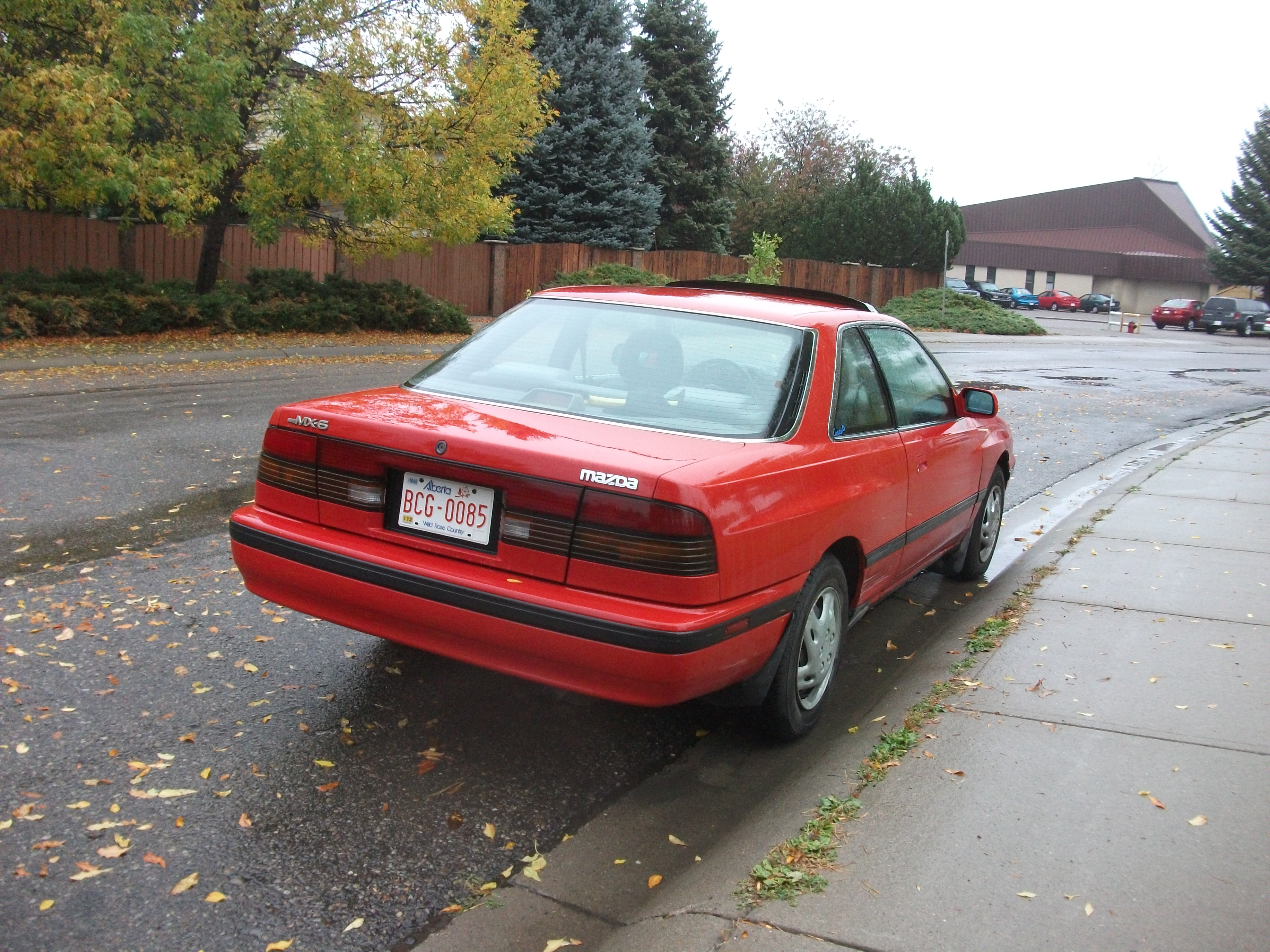
Heckansicht

Auf Wunsch waren weiterhin Tempomat, Allradlenkung, Flüssigkristall-Tacho sowie ein elektrisch verstellbares Fahrwerk lieferbar, um nur die interessanten Extras zu erwähnen. Lederausstattung, ABS und Klimaanlage blieben dagegen dem amerikanischen Markt vorbehalten, ebenso wie das Modell angetrieben durch einen 145 PS starken 2.2-Liter-Turbomotor mit Ladeluftkühler. Dieser Motor wurde außerhalb Amerika nur im Ford Probe der ersten Generation angeboten. 
Bei diesem Modell gab es erstmals das so genannte 4WS-System. Es sorgte für verbesserte Kurvenstabilität, indem es die Hinterräder geschwindigkeitsabhängig zu den Vorderrädern lenkte.

## MX-6 (GE6, 1992–1997)
Im September 1991 debütierte das Coupé auf der IAA in Frankfurt. Als Basis diente die 626-Limousine. Antrieb, Fahrwerk und Plattform waren mit dem Ford Probe verwandt, der von Mazda zusammen mit dem MX-6 und dem US-626 in den USA gebaut wurde.
Im Februar 1992 erfolgte die Markteinführung. Es standen zwei Motoren zur Auswahl: ein 2,0-Liter-16V mit 116 PS und ein 2,5-Liter-V6-24V mit 165 PS, ABS war in beiden Modellen serienmäßig. Der Preis für die 16V-Basisversion betrug 40.500 DM.
Im Januar 1993 wurde das Spitzenmodell mit einem 24-Ventil-V6-Motor und 4WS vorgestellt. 4WS stand dabei für „Four Wheel Steering“, also der Lenkung aller 4 Räder. Hierbei wurden bis zu einer Geschwindigkeit von bis zu 50 km/h die hinteren Räder gegen die Richtung der Vorderräder gelenkt, bei Geschwindigkeiten darüber wurden die Räder in dieselbe Richtung wie die Vorderräder gelenkt. Dadurch war zum einen der Wendekreis recht klein, zum anderen konnte man bei hohen Geschwindigkeiten hohe Kurvengeschwindigkeiten erreichen. Der Preis dieses Modells betrug damals 51.750 DM.
Im Sommer 1994 löste ein geänderter V6-Motor mit 163 PS das Vorgänger-Aggregat ab.
Im Februar 1997 wurde die Produktion eingestellt. 

Zum Stichtag 1. Januar 2024 waren laut KBA noch 171 Mazda MX-6 in Deutschland angemeldet. 

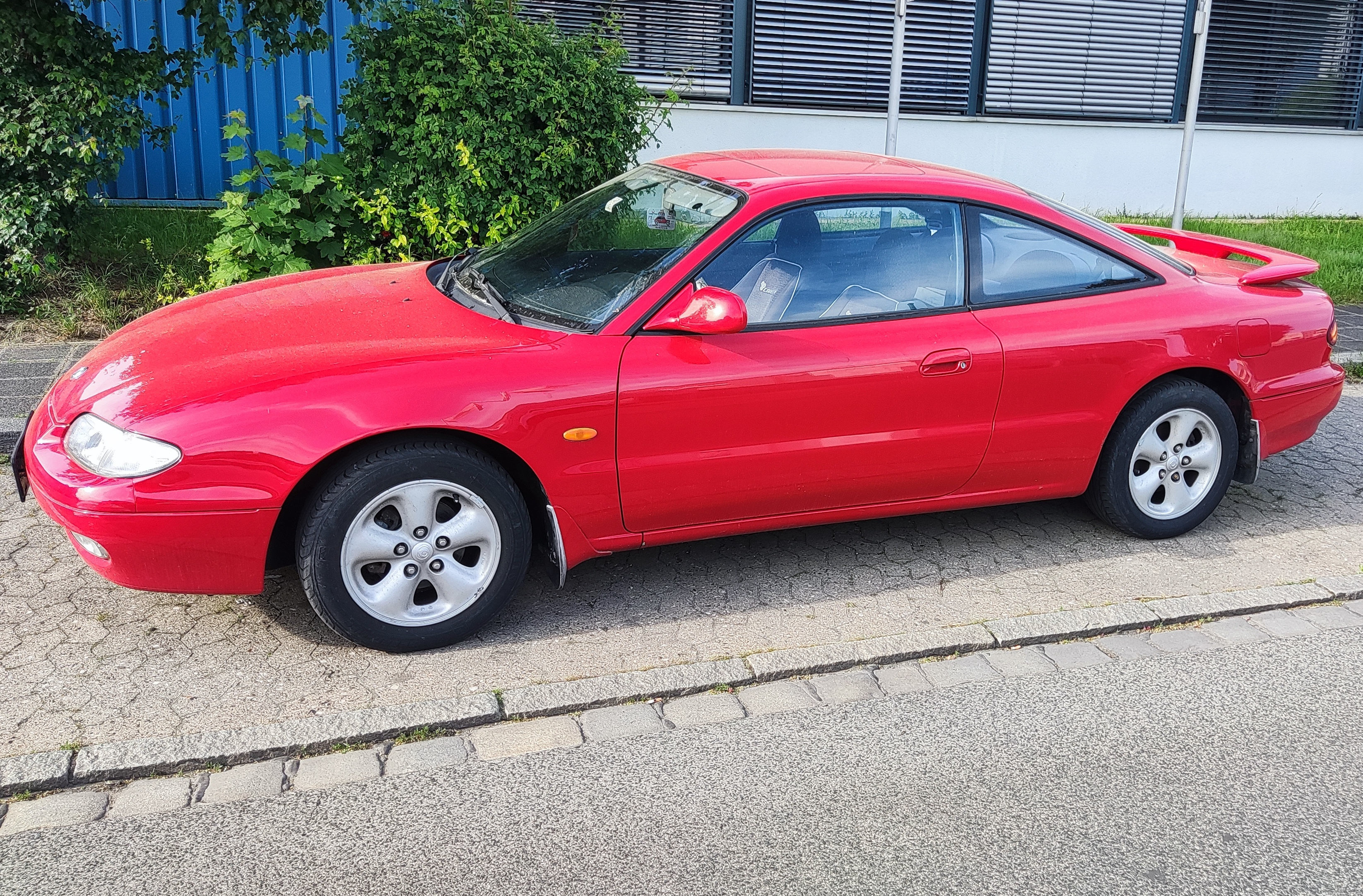
Seitenansicht
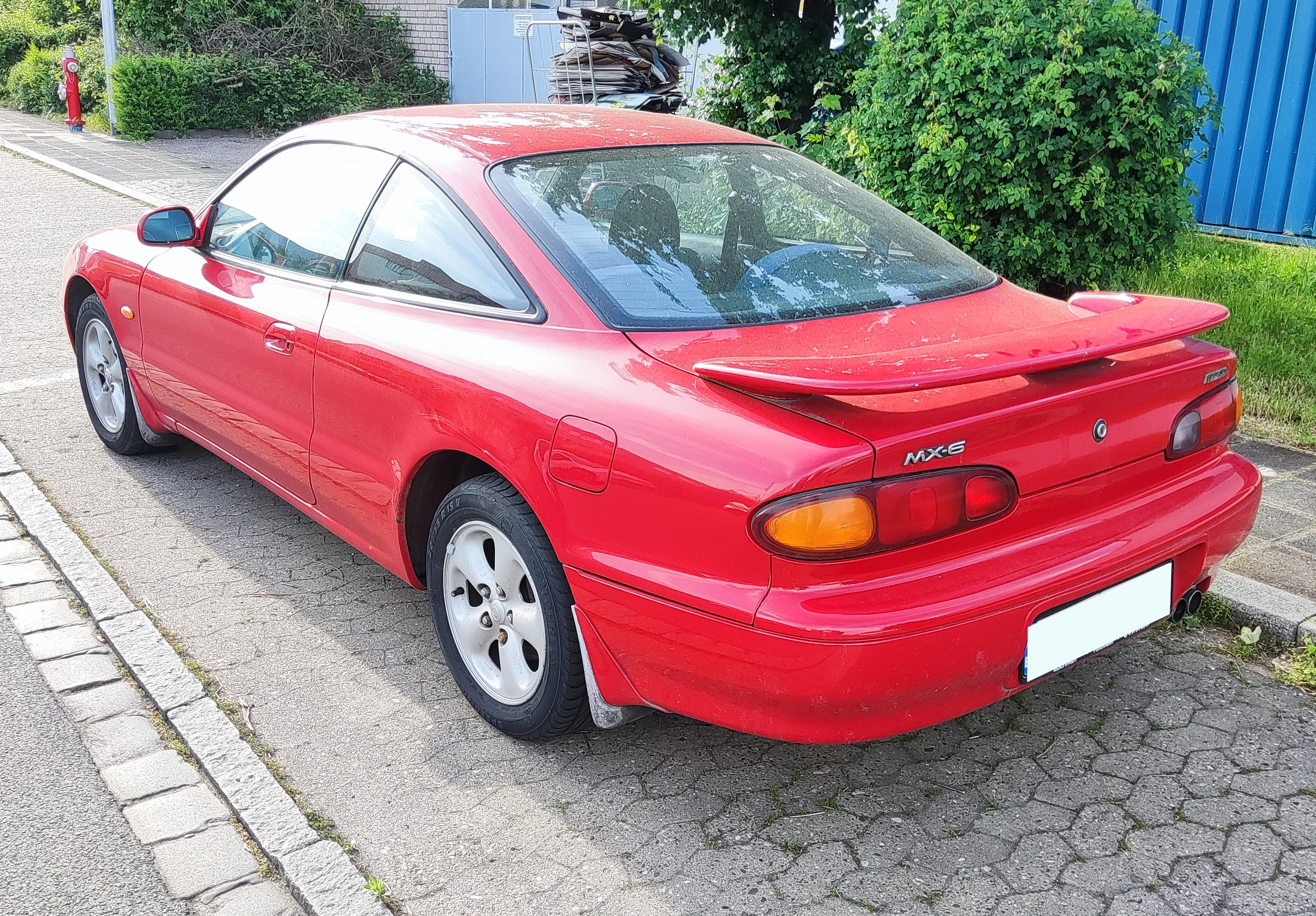
Heckansicht

### Modell- und Motorenübersicht
- - 85 kW aus 1991 cm³ Hubraum (01.1992–02.1997)
  - 121/123 kW aus 2497 cm³ Hubraum (01.1992–07.1994)
  - 120 kW aus 2497 cm³ Hubraum (08.1994–02.1997)